# دیوید رابرت
دیوید رابرت (انگلیسی: David Robert؛ زادهٔ ۱۲ آوریل ۱۹۶۹) بازیکن فوتبال اهل فرانسه است.
از باشگاه‌هایی که در آن بازی کرده‌است می‌توان به باشگاه فوتبال لو آور، باشگاه فوتبال والنسین، و باشگاه فوتبال سوشو اشاره کرد.